# Universidad islámica de Níger
La Universidad islámica de Níger (en francés: L'Université Islamique au Niger; también escrito Universidad islámica de Say; Université islamique de Say) es una universidad islámica con sede en la localidad de Say, en el país africano de Níger.
La Universidad Islámica del Níger es patrocinada por la Organización de Cooperación Islámica, y propuesta por primera vez en Lahore, Pakistán, en 1974. Fue aprobada en la conferencia en Sana, Yemen en 1984, e inaugurada oficialmente en noviembre de 1986. Los fondos para el campus de Say y su profesorado han sido proporcionados por los miembros de la OCI. Say tiene una larga historia como centro de aprendizaje religioso, con un estado islámico de corta duración, similar a la del Califato Sokoto de Usman dan Fodio, fundado allí después.